# Monte-Daino-Gruppe
Mit Monte-Daino-Gruppe, auch Massiv des Monte Daino (italienisch Sottogruppo del Monte Daino), wird eine Untergruppe der Brentagruppe in den Südlichen Kalkalpen bezeichnet. Namensgebend und höchster Gipfel der Berggruppe ist der Monte Daino mit 2695 m s.l.m.

## Geographie

### Lage und Abgrenzung
Die kleine Gruppe liegt im zentralen Bereich der Brenta, östlich der zum Tosa-Massiv gehörenden Cima Brenta Bassa. Von Letzterer ist sie durch den Bergsattel Sella di Rifugio (2470 m) getrennt, auf dem die Pedrotti- und die  Tosa-Hütte liegen. Südlich der Monte-Daino-Gruppe befindet sich die Ghez-Gruppe, von der sie durch das Val di Ceda getrennt ist. Im Westen grenzt es an das Hochkar Pozza Tramontana. Im Norden bildet das Vallone dei Massodi die Grenze zur nordwestlich gelegenen Sfulmini-Kette und zum Cima-Brenta-Massiv. Im Osten läuft die Gruppe zum Valle delle Seghe und dem Molvenosee aus. Die Monte-Daino-Gruppe wurde bereits von Karl Schulz als eigenständige, vom Tosa-Massiv getrennter Stock angesehen.

### Aufbau
Die Gruppe weist keinen einheitlichen Aufbau auf, was durch die verschiedenen Höhenlagen der verschiedenen Gipfel bedingt ist. Der namensgebende Monte Daino besteht zwar aus einem einzigen Block, ist aber sehr zerklüftet und besitzt einen Doppelgipfel sowie eine Reihe von niedrigeren Nebengipfeln. Seine Nordseite ist von einem breiten mit Schutt gefüllten Kar Busa del Daino gekennzeichnet.  Dem Monte Daino ist westlich der Croz del Rifugio vorgelagert, von dem er von einem kleinen Sattel getrennt ist. Östlich grenzt das kleine Hochkar des Val di Daino mit dem Passo di Crèsole (2310 m) ihn von den östlichen Ausläufern der Gruppe mit der Cima Sparaveri und dem Monte Cresolè ab. Im Nordosten sind die Cima delle Fontane Fredde oder Pala della Selvata vorgelagert, die an ihrer Nordostseite steil zum Valle delle Seghe abfallen.

### Gipfel
- Monte Daino, 2695 m
- Croz del Rifugio, 2615 m
- Cima delle Fontane Fredde oder Pala della Selvata, 2202 m
- Cima Sparaveri, 2162 m
- Monte Crèsole, 2149 m
- Croz della Selvata, 1998 m

### Geologie
Die Monte-Daino-Gruppe setzt sich aus verschiedenen Kalkstein-Formationen zusammen. Letztere gehören der Gruppe der Graukalke an und konzentrieren sich auf die Rotzo- und Monte-Zugna-Formation sowie auf den Loppio-Oolith. Sie sind jünger als der Dolomia Principale, der bis an den Sattel heranreicht, der die Gruppe von der Hauptkette der Brenta trennt, und reichen vom Rhaetium in der Obertrias bis zum Pliensbachium im Unterjura. Entlang der Trennlinie zwischen der Dolomia Principale und den Kalksteinformationen der Monte-Daino-Gruppe verläuft eine der Störungslinien der Brenta, die östlich der Judikarien-Linie der Periadriatischen Naht verläuft.

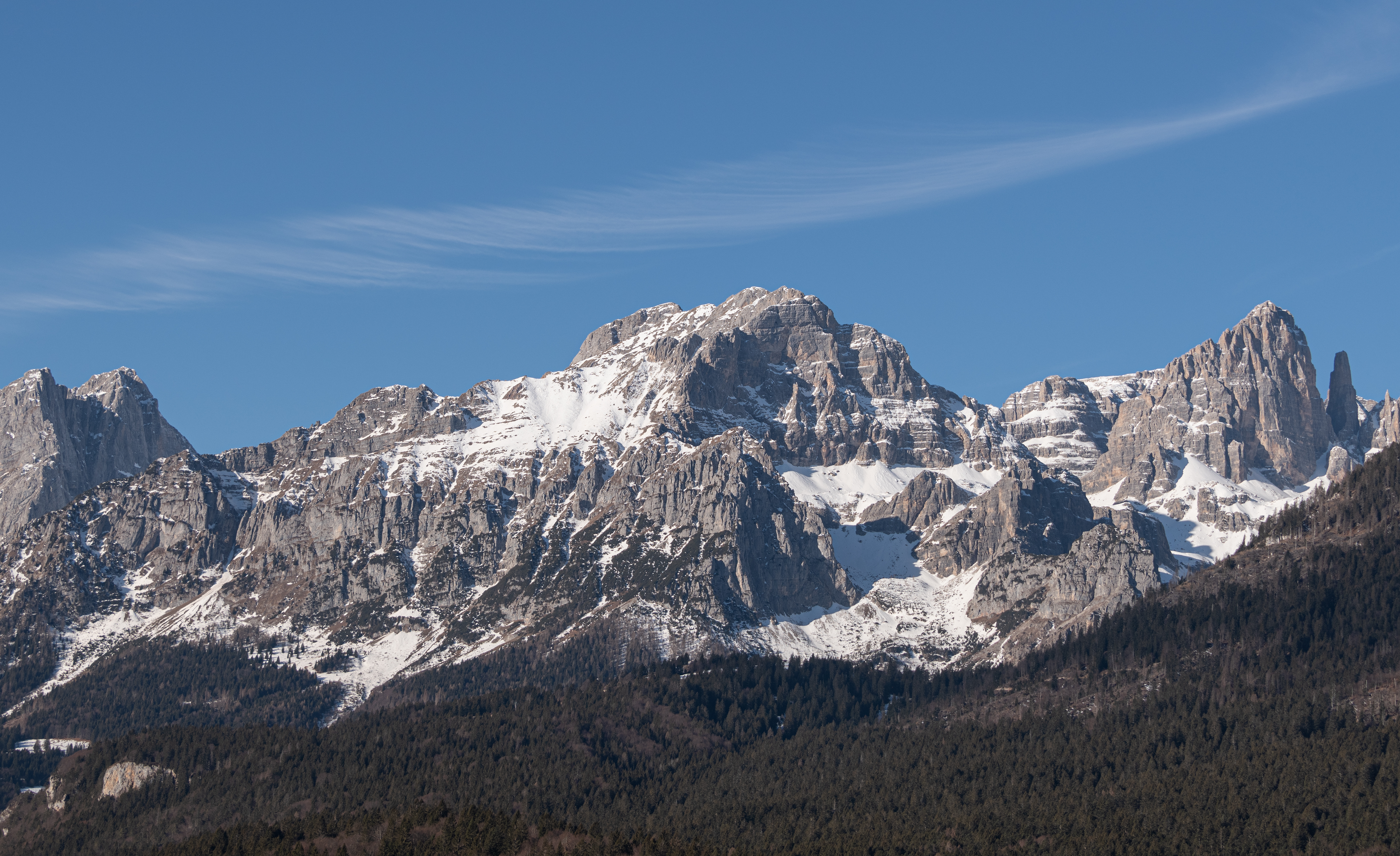
Die Ostseite der Monte-Daino-Gruppe, links die Ghez-Gruppe und rechts das Tosa-Massiv und die Sfulmini-Kette mit dem Campanile Basso
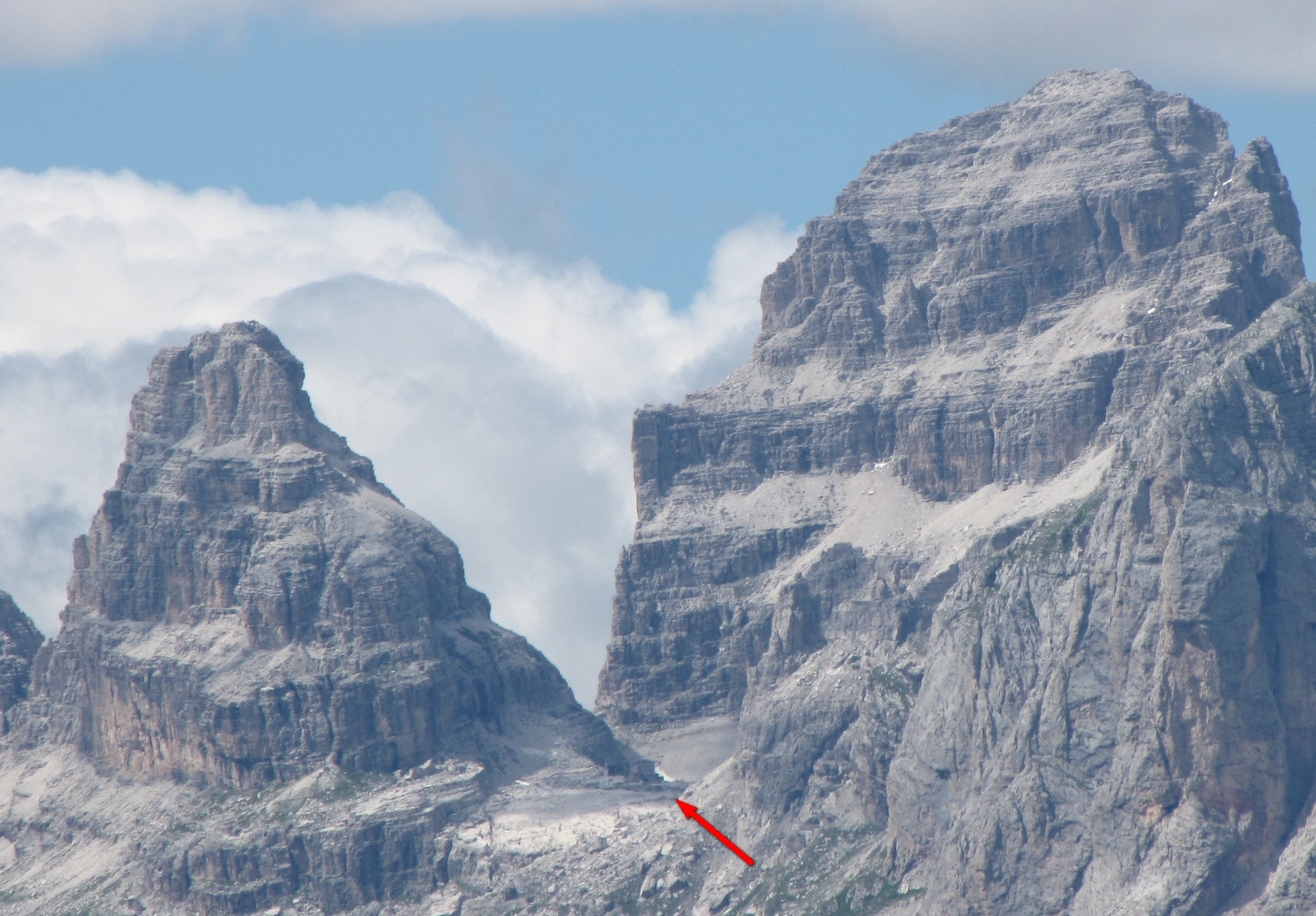
Der Sattel Sella di Rifugio mit dem Croz del Rifugio links und der Cima Brenta Bassa rechts
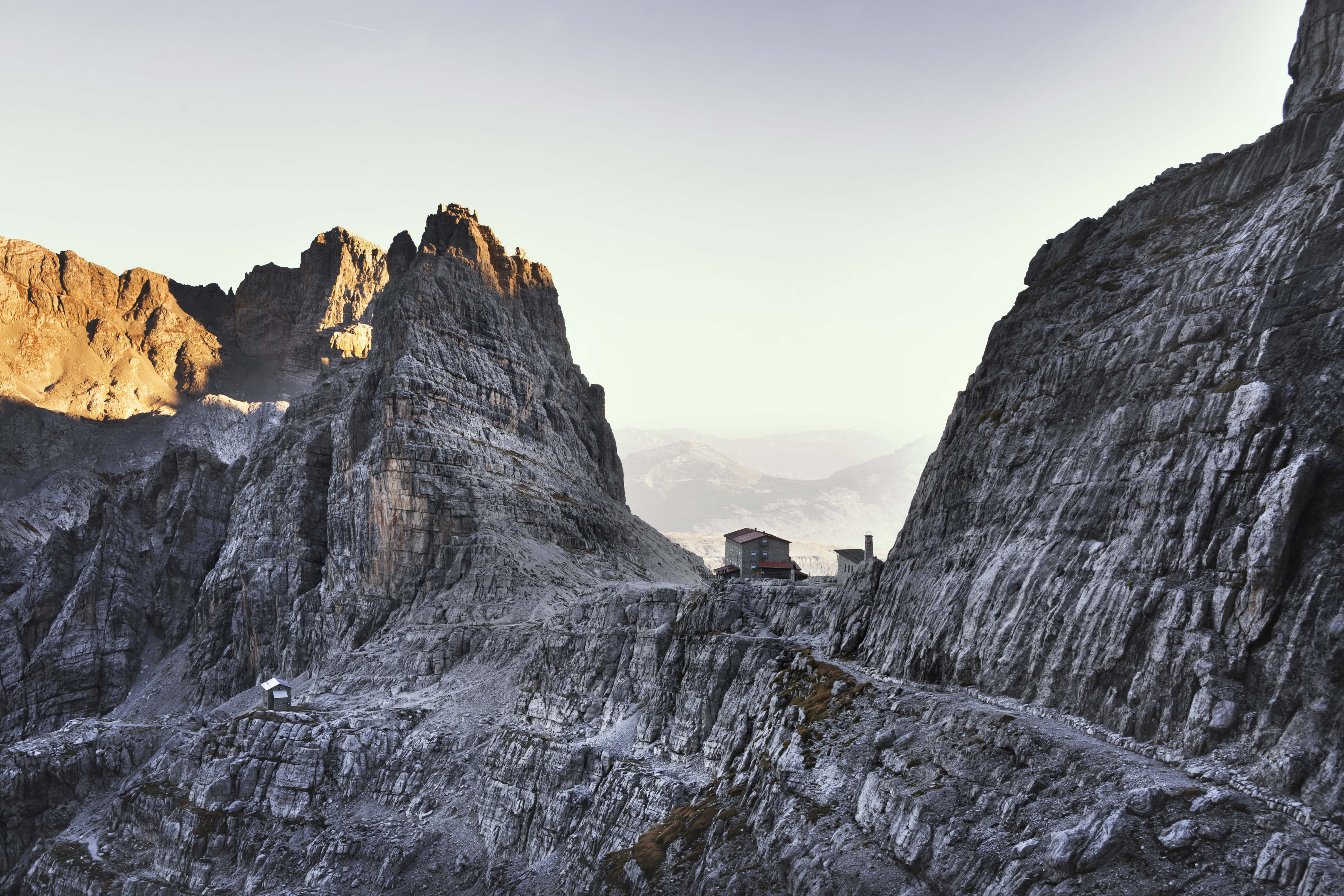
Der Croz del Rifugio und das Rifugio Pedrotti von der Bocca di Brenta, links der Monte Daino
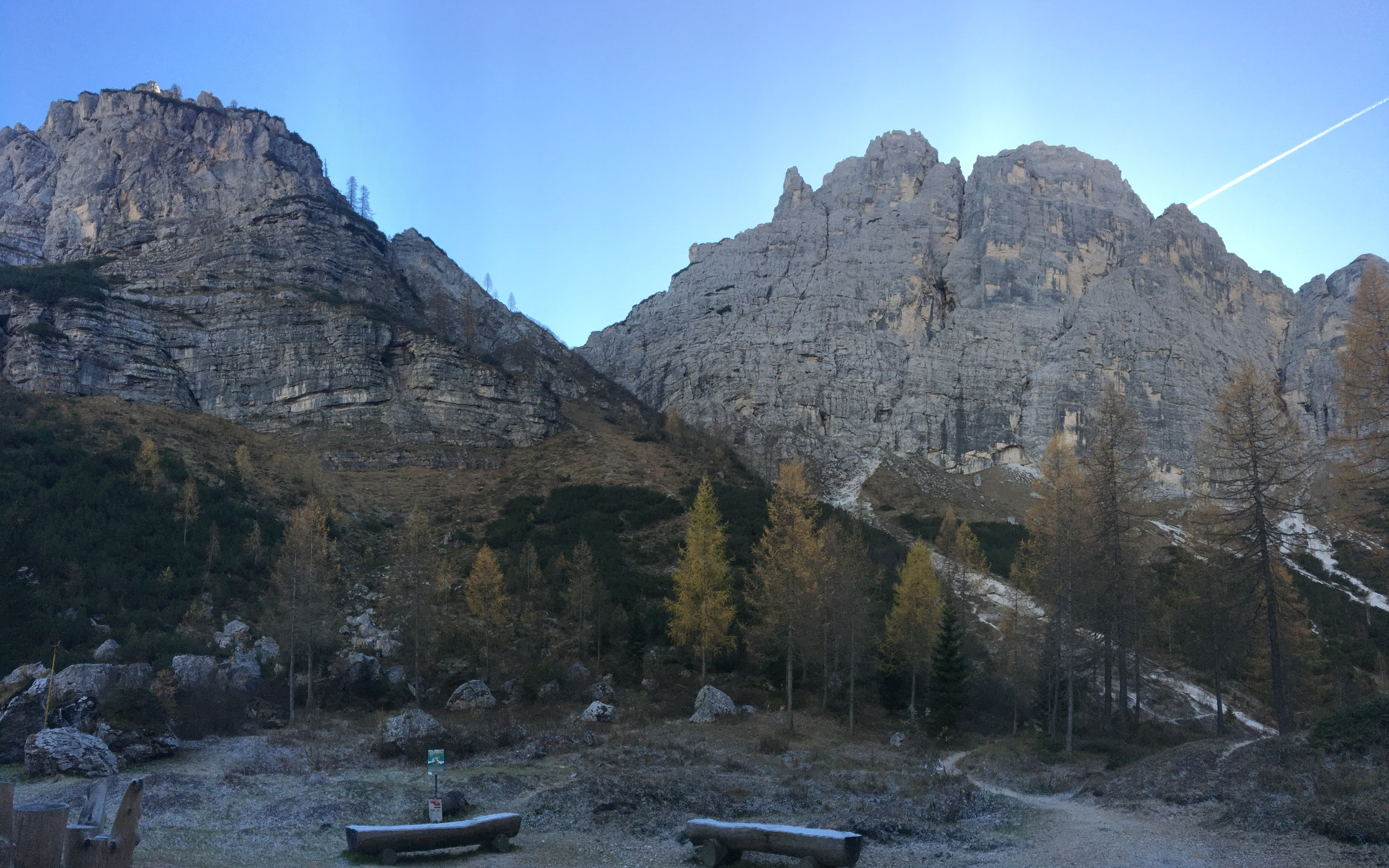
Der Croz della Selvata (links) und die Cima delle Fontane Fredde (rechts) mit der charakteristischen Felsnadel Bimbo delle Fontane Fredde vom Rifugio Selvata

## Alpinismus
Die Gruppe gehört aufgrund ihrer Randlage in der Brenta zu den weniger besuchten Gruppen der Brentagruppe. Sie wird nur von wenigen Wanderwegen berührt. Alpinistisch steht sie im Schatten der wesentlich berühmteren Gruppen der angrenzenden Zentralkette der Brenta. Eine Rolle mag in diesem Zusammenhang auch das sehr brüchige Gestein bilden, aus dem sich die Gruppe zusammensetzt. Lediglich der Croz del Rifugio gilt als vielbesuchter Berg. Die erste bekannte Besteigung in der Gruppe fand 1883 durch Alberto De Falkner und Edward Theodore Compton in Begleitung der Bergführer Antonio Dallagiacoma und Matteo Nicolussi statt, die am 19. Juli 1883 den Gipfel des Monte Daino erreichten. Sehr wahrscheinlich war der Berg aber bereits vorher von Jägern bestiegen worden. Erstbegehungen in der Gruppe gelangen unter anderem Silvio Agostini, Ettore Castiglioni, Bruno Detassis, Giorgio Graffer, Pino Fox, Cesare Maestri, Tita Piaz und Marino Stenico.
Als Stützpunkte für Begehungen in der Gruppe bieten sich die Pedrotti-Hütte, die Selvata-Hütte sowie die Andalo-Alm an.